# Communauté de communes de la Région de Couhé
Die Communauté de communes de la Région de Couhé ist ein ehemaliger französischer Gemeindeverband mit der Rechtsform einer Communauté de communes im Département Vienne in der Region Nouvelle-Aquitaine. Sie wurde am 23. Dezember 1993 gegründet und umfasste zehn Gemeinden. Der Verwaltungssitz befand sich im Ort Couhé.

## Historische Entwicklung
Mit Wirkung vom 1. Januar 2017 fusionierte der Gemeindeverband mit
- Communauté de communes du Pays Gencéen sowie
- Communauté de communes des Pays Civraisien et Charlois

und bildete so die Nachfolgeorganisation Communauté de communes du Civraisien en Poitou.

## Ehemalige Mitgliedsgemeinden
1. Anché
2. Brux
3. Ceaux-en-Couhé
4. Châtillon
5. Chaunay
6. Couhé
7. Payré
8. Romagne
9. Vaux
10. Voulon